# Frank Braña
Frank Braña (eigentlich Francisco Braña Pérez; * 24. Februar 1934 in Pola de Allande; † 13. Februar 2012 in Madrid) war ein spanischer Schauspieler.

## Leben
Braña arbeitete zunächst als Stuntman und später als Schauspieler; er wurde somit zu einem der beständigsten Arbeiter in den Hochzeiten des italienischen und spanischen Genrekinos der 1960er bis 1980er Jahre. Er war nach seinen Auftritten in Sergio Leones Dollar-Trilogie mit grauem Haar und buschigen Augenbrauen ein in Italowestern immer wieder auftauchender Nebendarsteller; insgesamt spielte er in fast 60 Western und deutlich über einhundert anderen Filmen.
Er erhielt im Jahr 2007 für seine Rolle in El viejo y el mar (The Old Man and the Sea) den Preis der Universität Navarra für den besten Schauspieler.
Frank Braña wurde auch unter folgenden Namen geführt: Frank Blank, Francisco Brana, Franck Brana, Frank Brana, Frank Branya, Francisco Braña, Paco Braña.

## Filmografie (Auswahl)
- 1961: Unter der Flagge der Freibeuter
- 1963: Perseus – der Unbesiegbare (Perseo l'invincibile)
- 1964: La carga de la policía montada
- 1964: Für eine Handvoll Dollar (Per un pugno di dollari)
- 1964: Gesetz der Bravados (Brandy, el sheriff de Losatumba)
- 1964: Das Gesetz der Zwei (I due violenti)
- 1964: Höllenfahrt nach Golden City (Fuerte perdido)
- 1964: Murietta – Geißel von Kalifornien (Joaquín Murrieta)
- 1964: El secreto del capitán O’Hara
- 1964: La tumba del pistolero
- 1964: Überfall auf Fort Yellowstone (El hombre de la diligencia)
- 1965: Adios Gringo (Adiós gringo)
- 1965: Eine Bahre für den Sheriff (Una bara per lo sceriffo)
- 1965: Für ein paar Dollar mehr (Per qualche dollaro in più)
- 1965: Der letzte Mohikaner
- 1965: El proscrito del Río Colorado
- 1966: Die Hexe ohne Besen (Una bruja sin escoba)
- 1966: Mountains (Mestizo)
- 1966: Nebraska-Jim (Ringo del Nebraska)
- 1966: Ohne Dollar keinen Sarg (El precio de un hombre)
- 1966: Rocco – der Mann mit den zwei Gesichtern (Sugar Colt)
- 1966: Zwei glorreiche Halunken (Il buono, il brutto, il cattivo)
- 1967: Django – unersättlich wie der Satan (Un hombre vino a matar)
- 1967: Der Gehetzte der Sierra Madre (La resa dei conti)
- 1967: Gott vergibt – Django nie! (Dio perdona… io no!)
- 1967: Die schmutzigen Dreizehn (Quindici forche per un assassino)
- 1967: Von Angesicht zu Angesicht (Faccia a faccia)
- 1968: Ein Colt für hundert Särge (Una pistola per cento bare)
- 1968: Django – ich will ihn tot (Lo voglio morto)
- 1968: Ein Schuss zuviel (Dos hombres van a morir)
- 1968: Spiel mir das Lied vom Tod (C’era una volta il West)
- 1968: Vier für ein Ave Maria (I quattro dell’Ave Maria)
- 1969: Blutiges Blei (Il prezzo del potere)
- 1969: Garringo – der Henker (Garringo)
- 1969: Die Rechnung zahlt der Bounty-Killer (La morte sull'alta collina)
- 1969: Zorros Rache (El Zorro justiciero)
- 1970: Manos torpes
- 1970: Sartana kommt… (Una nuvola di polvere… un grido di morte… arriva Sartana)
- 1970: … und Santana tötet sie alle (Un par de asesinos)
- 1971: In nome del padre, del figlio e della Colt
- 1971: El más fabuloso golpe del Far West
- 1972: Una bala marcada
- 1972: Los buitres cavarán tu fosa
- 1972: Un dólar de recompensa
- 1972: Hai sbagliato… dovevi uccidermi subito!
- 1973: …E così divennero i tre supermen del West
- 1973: Frauen, die man Töterinnen nannte (Le amazzoni - donne d'amore e di guerra)
- 1973: Die Rückkehr der reitenden Leichen (El ataque de los muertos sin ojos)
- 1973: Sing mir das Lied der Rache (Mi chiamavano 'Requiescat'… ma avevano sbagliato)
- 1973: Verflucht dies Amerika
- 1974: Mörder-Roulette (El clan de los inmorales)
- 1975: Si quieres vivir… dispara
- 1978: Missile X – Geheimauftrag Neutronenbombe (Allarme nucleare)
- 1979: Supersonic Man
- 1981: El lobo negro
- 1981: La venganza del Lobo Negro
- 1983: Die außerirdischen Besucher (Los nuevos extraterrestres)
- 1985: Black Arrow – Krieg der Rosen (Black Arrow)
- 1985: Tex und das Geheimnis der Todesgrotten (Tex e il Signore degli abissi)
- 1988: Slugs